# 最後の言葉
『最後の言葉』（さいごのことば、仏語 Le dernier mot）は、1988年（昭和63年）に製作された、ジャン＝リュック・ゴダール監督によるフランスの短篇映画である。

## 概要
1988年（昭和63年）、フランスの雑誌『ル・フィガロ・マガジーヌ』が創刊10周年記念で製作したオムニバスのテレビ映画『パリ・ストーリー』（Les français vus par、「 - から見るフランス人たち」の意）の第2話として製作され、フランスのテレビ局アンテーヌ2で放映された。ほかの参加監督は、ヴェルナー・ヘルツォーク、デヴィッド・リンチ、アンジェイ・ワイダ、ルイジ・コメンチーニである。
本作には、エラート・フィルムの母体のレコード会社エラートから、ヴァイオリニストのピエール・アモイヤルが出演している。ハンス・ツィシュラーは、文学者であり、初期ヴィム・ヴェンダース作品の主演俳優である。

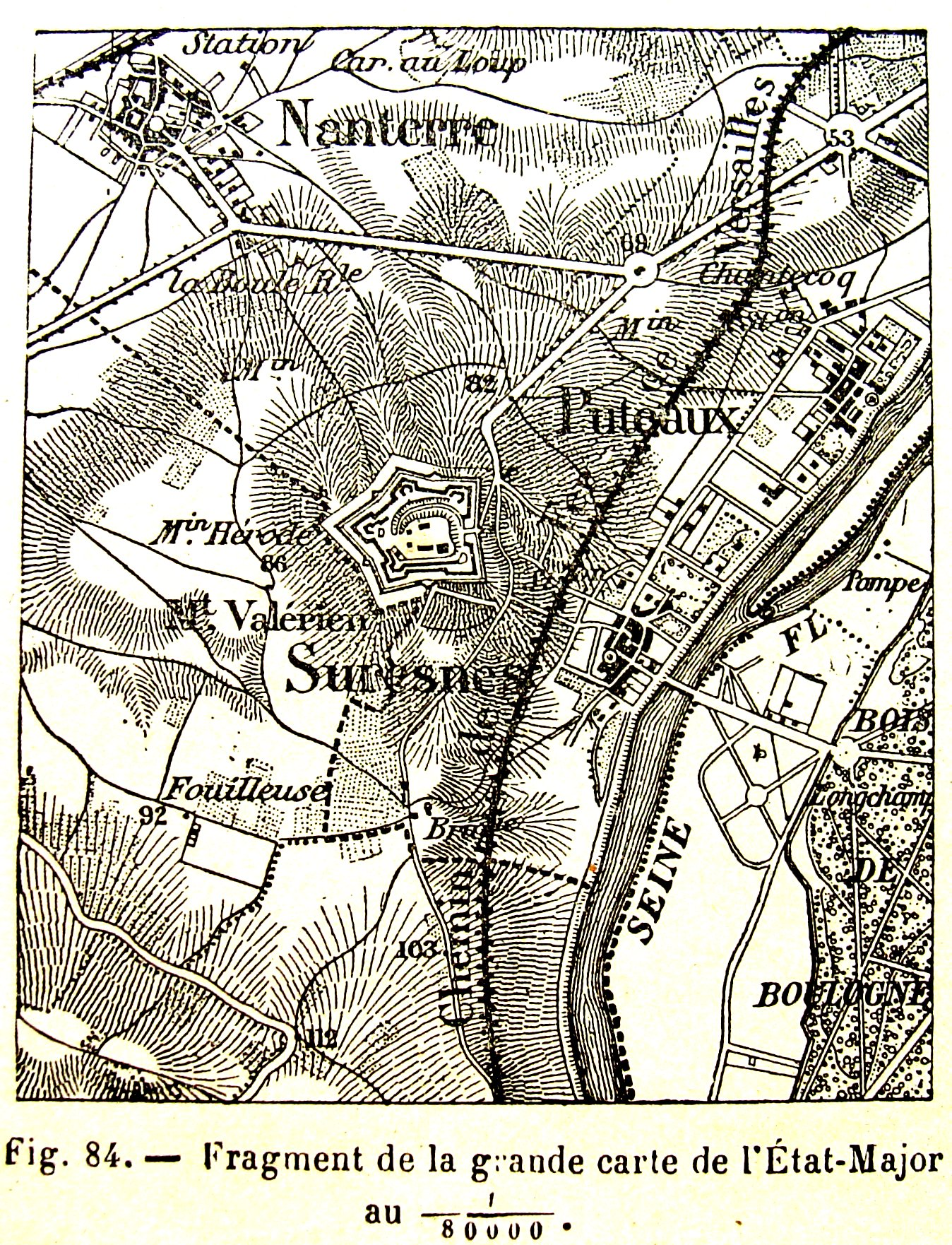
古地図にみるモン＝ヴァレリアンとセーヌ川の位置

本作の舞台は、パリの西にあるモン＝ヴァレリアンで、ドイツ占領下の時代に起きた事件をテーマにしている。本作は、ヴァランタン・フェルドマンに捧げられている。
日本では、『パリ・ストーリー』のタイトルで1993年（平成5年）にパイオニアLDC（現在のジェネオン・ユニバーサル・エンターテイメントジャパン）からVHSとLDでビデオグラム発売されている。DVDは未発売である。

## ストーリー
セーヌ川沿いにある家を尋ねる男（ハンス・ツィシュラー）。その家にはヴァイオリン奏者（ピエール・アモイヤル）がいた。ふたりは川まで歩き、第二次世界大戦時にそこで起きた、ドイツ将校によるフランス民間人の虐殺事件を想起する。

## スタッフ
- 監督・脚本・編集 : ジャン＝リュック・ゴダール
- 撮影 : ピエール・パンジェリ
- 録音 : ピエール・カミュ、フランソワ・ミュジー[1]
- プロデューサー : アンヌ＝マリー・ミエヴィル
- 製作 : エラート・フィルム、ソクプレス、JLGフィルム、ル・フィガロ・マガジーヌ、アンテーヌ2

## キャスト
- ロランス・ナンゼール
- ダミアン・ナンゼール
- ロラン・ロールバック
- ハンス・ツィシュラー （訪問者役）
- ミシェル・ラディック
- リュック・ブリフォ
- ピエール・アモイヤル （ヴァイオリニスト役）
- ジル・ラゼール
- アンドレ・マルコン
- カトリーヌ・エメリー

## 関連事項
- ジャン＝リュック・ゴダール監督作品一覧
- モン＝ヴァレリアン （en:Fort Mont-Valérien）

## 関連書籍
- Valentin Feldman, Journal de guerre, 1940-1941, Farrago Eds, 2006. ISBN 2844901778

## 註
1. 1 2  Jean-Luc Godard: Documents, éditeur : Centre Georges Pompidou, Paris, 2006., p.433
2. ↑  allcinemaサイト内の「パリ・ストーリー」の項の記述を参照。